# Доулер, Джозеф
Джозеф Доулер (англ. Joseph Dowler; 1 февраля 1879, Рашден — 13 февраля 1931, Плэйстоу) — британский полицейский и перетягиватель каната, призёр летних Олимпийских игр.
На Играх 1908 в Лондоне Доулер участвовал в турнире по перетягиванию каната, в котором его команда заняла третье место. На следующей Олимпиаде в Стокгольме его сборная заняла второе место, проиграв в единственной схватке Швеции.